# Vulkanausbrüche beim Fagradalsfjall seit 2021

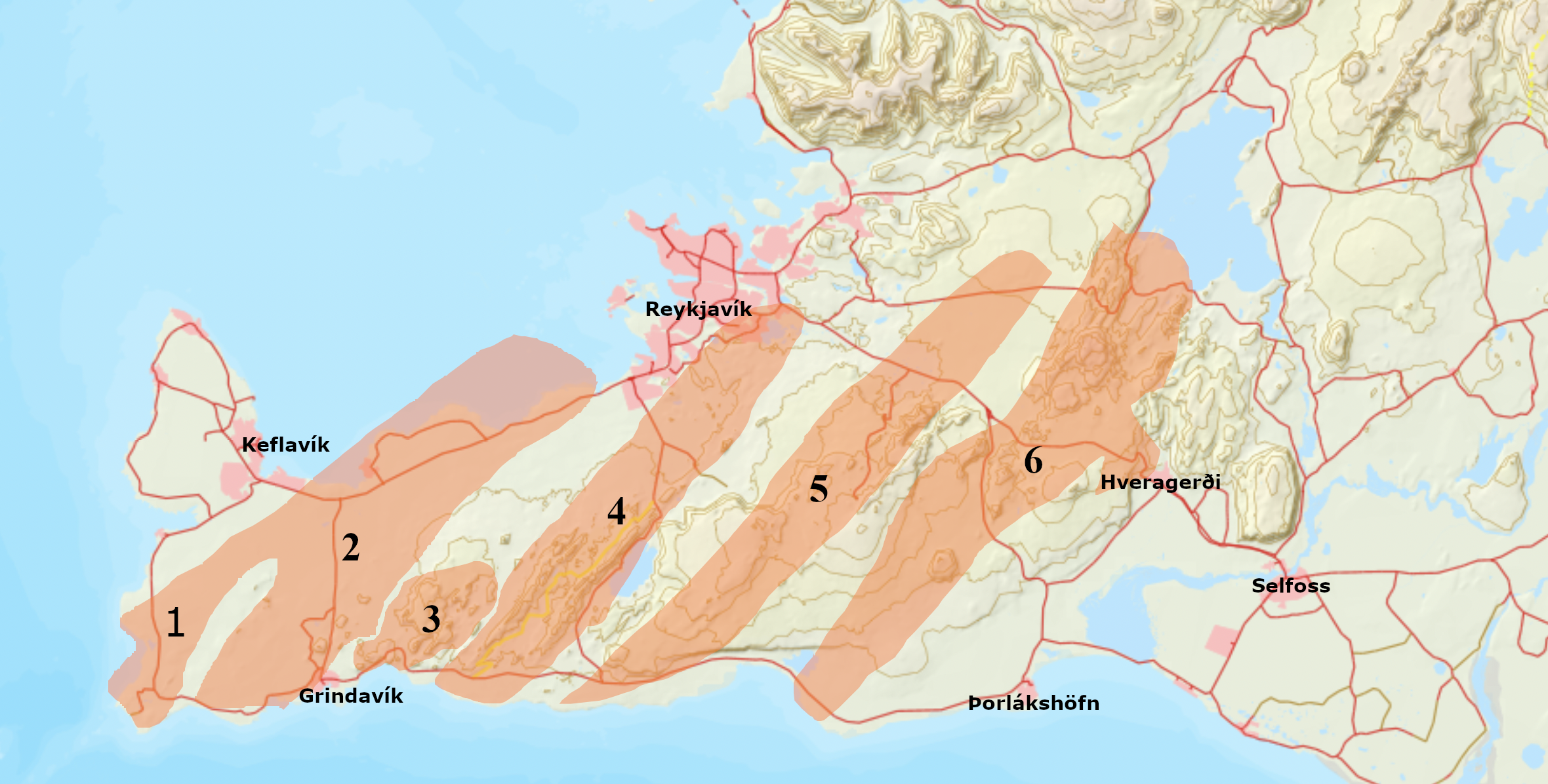
Die Vulkansysteme der Halbinsel Reykjanes (vermutete Ausdehnungen): (1) Reykjanes, (2) Eldvörp-Svartsengi, (3) Fagradalsfjall, (4) Krýsuvík, (5) Brennisteinsfjöll, (6) Hengill

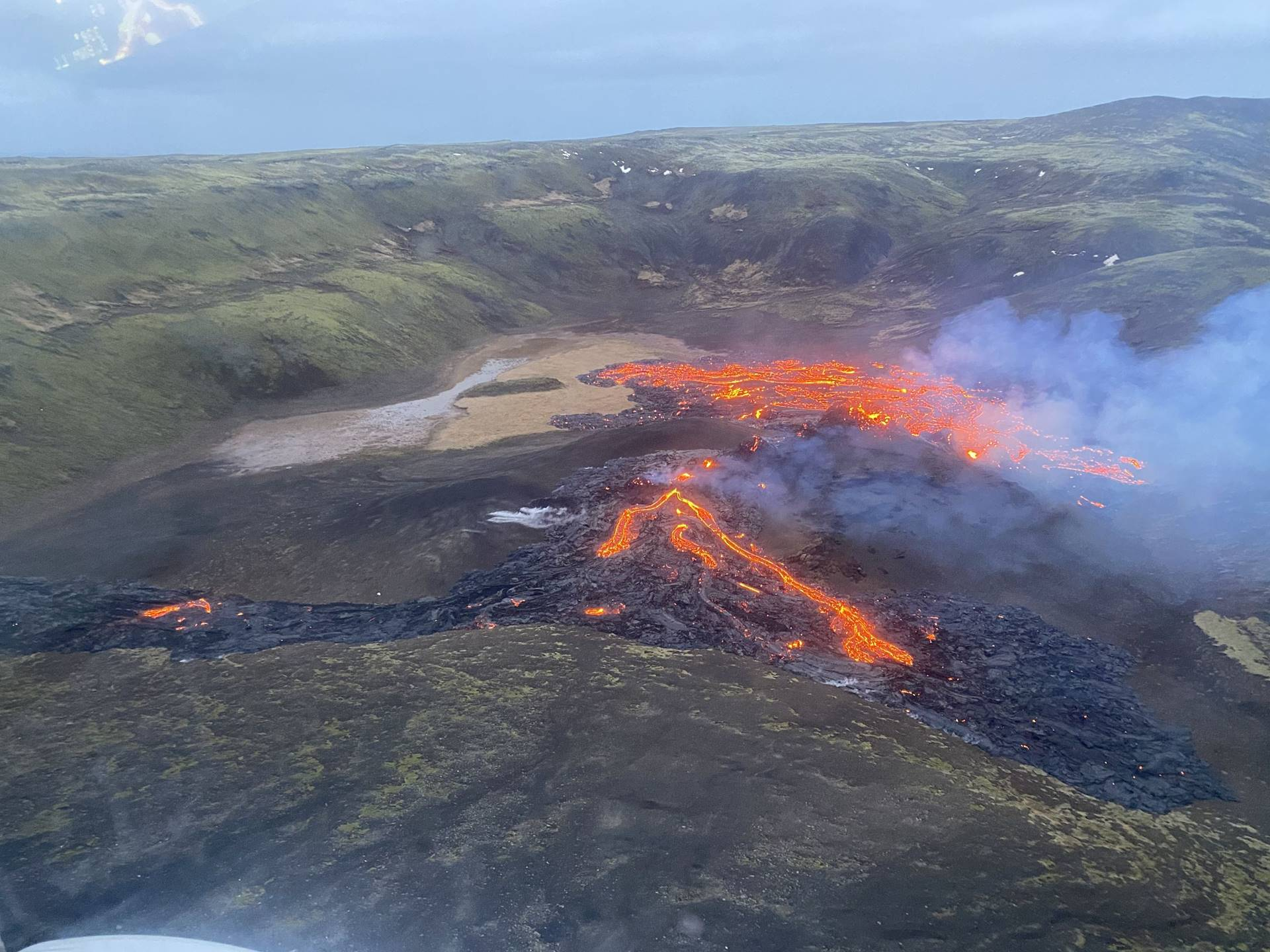
Ausbruch südlich des Fagradalsfjall, Situation am 20. März 2021

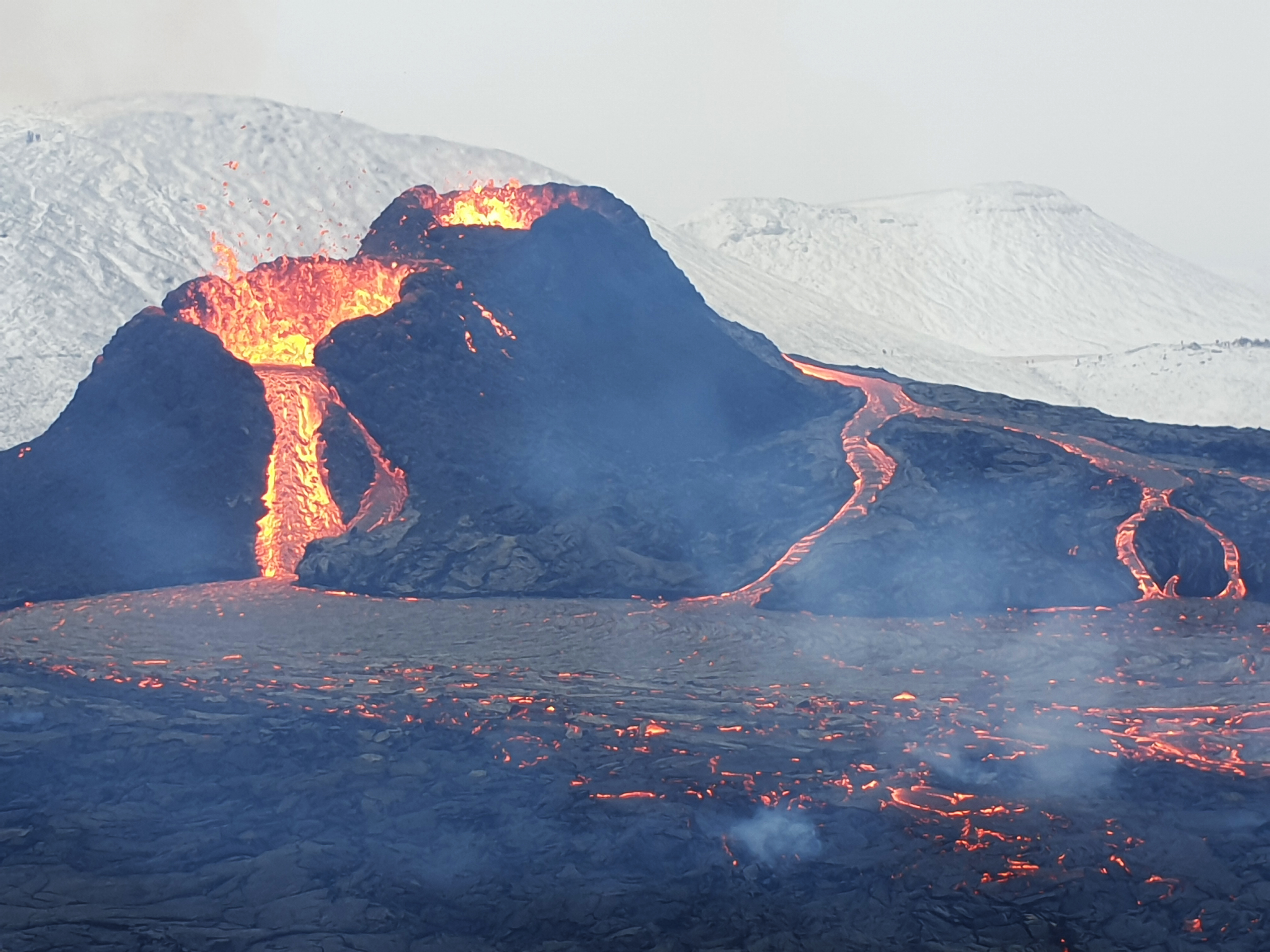
24. März 2021

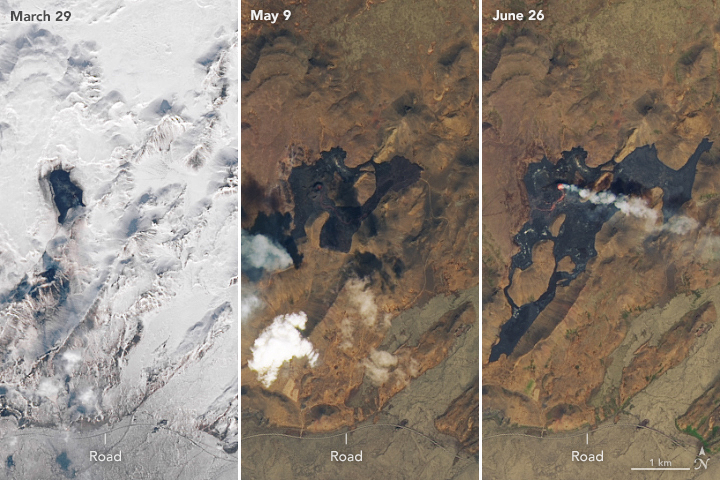
Fagradalsfjall am 29. März, 9. Mai und 26. Juni 2021

Die Phase von Vulkanausbrüchen beim Fagradalsfjall seit 2021 auf der Reykjanes-Halbinsel im Südwesten Islands begann am 19. März 2021 mit einem Ausbruch am Südabhang des Bergmassivs Fagradalsfjall und wird von Magma des gleichnamigen Vulkansystems gespeist. Seither folgten mehrere weitere Ausbrüche in der Region, zuletzt im Juli 2023. Die vulkanische Aktivität ist eine Folge von geologischen Verschiebungen zwischen der Nordamerikanischen Platte und der Eurasischen Platte. Diese Ausbrüche fanden in der Nähe der älteren vulkanischen Berge Stóri-Hrútur, Litli-Hrútur und Hagafell statt. Ab Dezember 2023 folgten mehrere Vulkanausbrüche an der Sundhnúkur-Kraterkette nahe Grindavik, die jedoch dem Svartsengi-Vulkansystem zuzurechnen sind.
Auf der Halbinsel Reykjanes hatte es zuvor seit fast 800 Jahren keinen Vulkanausbruch mehr gegeben; der letzte Ausbruch ereignete sich 1240 in der Sturlungen-Zeit.

## Benennung
Für die Bezeichnung des ersten Ausbruchs hatte sich zunächst noch keine einheitliche Terminologie herausgebildet. Zu Beginn des Ausbruchs war die Bezeichnung „Geldingadalir-Eruption“ (isländisch Geldingadalagos, im Singular Geldingadalsgos) anzutreffen, da die Ausbrüche in diesem Tal begonnen hatten. Auch wurde anfangs angenommen, dass die Eruption vom Krýsuvík-Vulkansystem herrührt und diese entsprechend benannt. Später erfolgte jedoch eine Zuordnung zum Fagradalsfjall-Vulkansystem. Da die Ausbrüche auch beim gleichnamigen Bergmassiv begannen, erfolgte häufig die Bezeichnung als „Ausbruch beim Fagradalsfjall“, „Ausbruch des Fagradalsfjall“ oder „Ausbruch im Fagradalsfjall“ (isländisch Eldgos í Fagradalsfjalli). Auch die Bezeichnung „Reykjanes-Eruption“ nach der Halbinsel Reykjanes ist geläufig.

## Ausbruch 2021

### Ablauf
Die Spalteneruption begann am 19. März 2021 gegen 21:40 Uhr Ortszeit in den Geldingadalir am Südhang des Bergmassives Fagradalsfjall, südlich des Hauptgipfels Langhóll. Dabei drang Magma des Vulkansystems Fagradalsfjall an die Oberfläche, das sich in den Wochen vor dem Ausbruch in einer Intrusion gesammelt hatte. Die isländische Behörde für Bevölkerungsschutz beschrieb die Eruption als „klein und schön“; der Chef der isländischen Zivilschutzpolizei Víðir Reynisson sprach von einem „winzigkleinen Ausbruch“, während der Vulkanologe Þorvaldur Þórðarson ihn einen „echten Touristenausbruch“ nannte. Die Eruption fand zu Beginn gut abgeschlossen in dem Tal statt, in dem sich die Spalte geöffnet hat. Zahlreiche Besucher kamen während des Ausbruchs in das Gebiet.
Durch den Ausbruch waren keine bewohnten Gebiete gefährdet, der nächste Ort Grindavík ist 10 km entfernt. Es wurden nur sehr geringe Mengen an vulkanischer Asche erwartet, der Flugverkehr war nicht betroffen, anders als beim Ausbruch des Eyjafjallajökull 2010. Die drei Straßen Reykjanesbraut 41, Suðurstrandarvegur 427 und Krýsuvíkurvegur 42 wurden vorübergehend gesperrt. Dem Ausbruch gingen zahlreiche Erdbeben durch das aufsteigende Magma voraus. Man hielt zuvor einen Ausbruch beim Vulkanberg Keilir für möglich.
Eine Analyse der beim Ausbruch geförderten Laven ergab einen primitiven tholeiitischen Basalt mit einer Temperatur von 1180–1190 °C, der sich deutlich durch seinen geringen Gehalt an TiO2, K2O und P2O5 von dem Material unterscheidet, das bei den Ausbrüchen vom 9. bis zum 13. Jahrhundert im Gebiet Reykjanesskagi gefördert wurde. Auf eine Herkunft des Materials von der Grenze der Erdkruste zum Mantel in ca. 14–16 km Tiefe und eine „Zwischenlagerung“ des Materials in einem Dyke in einem halben bis 2 km Tiefe wird durch Geothermobarometrie geschlossen.
Lang anhaltende Eruptionen könnten mit der Zeit einen Schildvulkan bilden. Schildvulkane werden im Allgemeinen über längere Zeiträume aufgebaut und ihre Lavafelder erstrecken sich einige wenige bis mehrere Kilometer um ihre Quellen herum. Das geförderte Magma war mit 8,5 % reich an MgO, was ein Indikator dafür ist, dass das Magma aus einer Tiefe von 17–20 km stammt. Um die Eruptionsstelle herum bestand eine konstante Gasbelastung mit Schwefeldioxid (SO2) und Kohlendioxid (CO2), deren räumliche Verteilung durch den Wind bestimmt wurde. Dieses konzentriert sich vor allem in Senken und kann sich dort in lebensbedrohlichen Konzentrationen ansammeln. Seit Eruptionsbeginn zeigten sich keine Indizien für signifikante tektonische Aktivität, auch keine Indizien für neue Ausbruchsstellen entlang des Dykes.
Am 1. April 2021 veröffentlichte das Institute of Earth Sciences der University of Iceland eine Untersuchung zu seltenen Erden und Blei-Isotopen in der Lava. Es gibt einen klaren Unterschied zu den vorher in dem Gebiet auftretenden Laven, obwohl sie den früher geförderten Laven ähnlich sind. Die Unterschiede werden als Ankunft von frischem und anderem Material vom Mantel interpretiert.

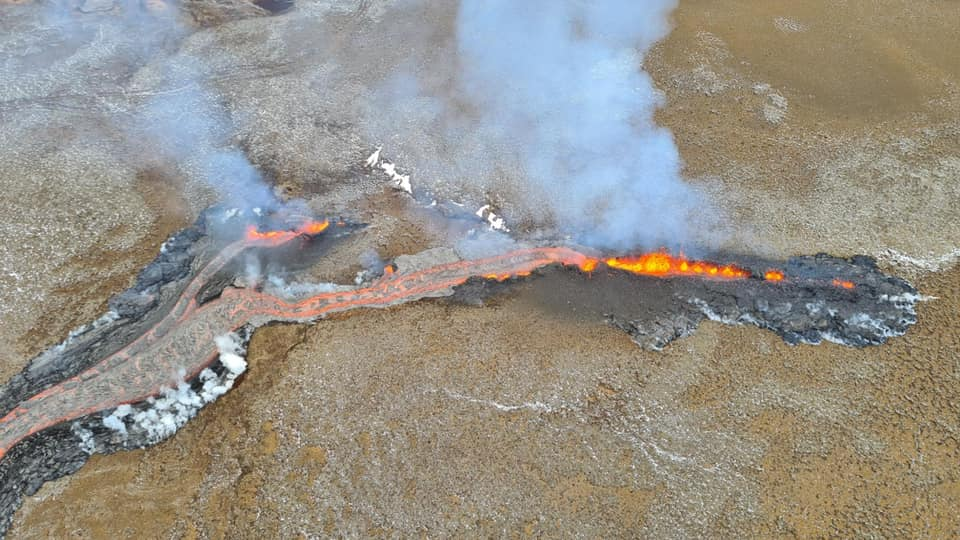
Eruptionsspalten am 5. April 2021

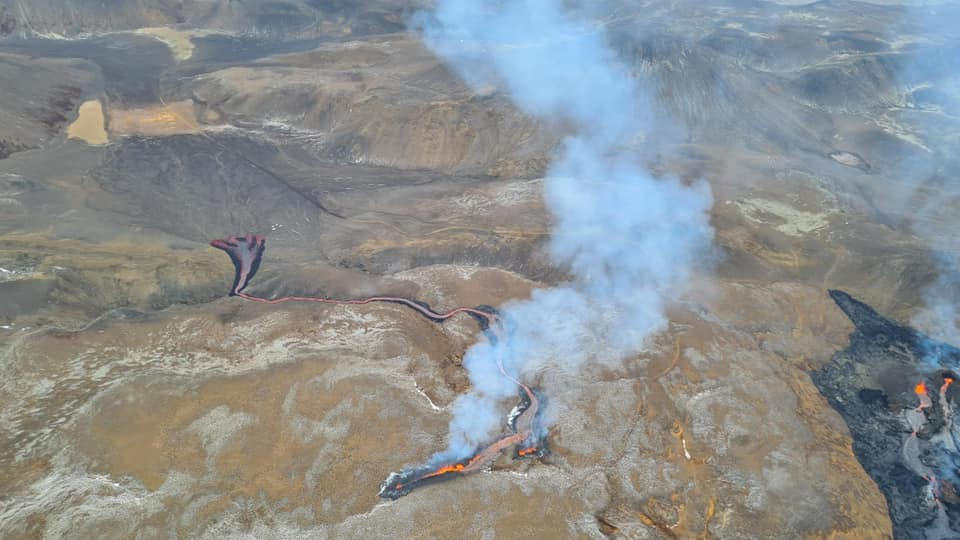
Eruptionsspalten und Lavafluss am 5. April 2021

### Weitere Ereignisse

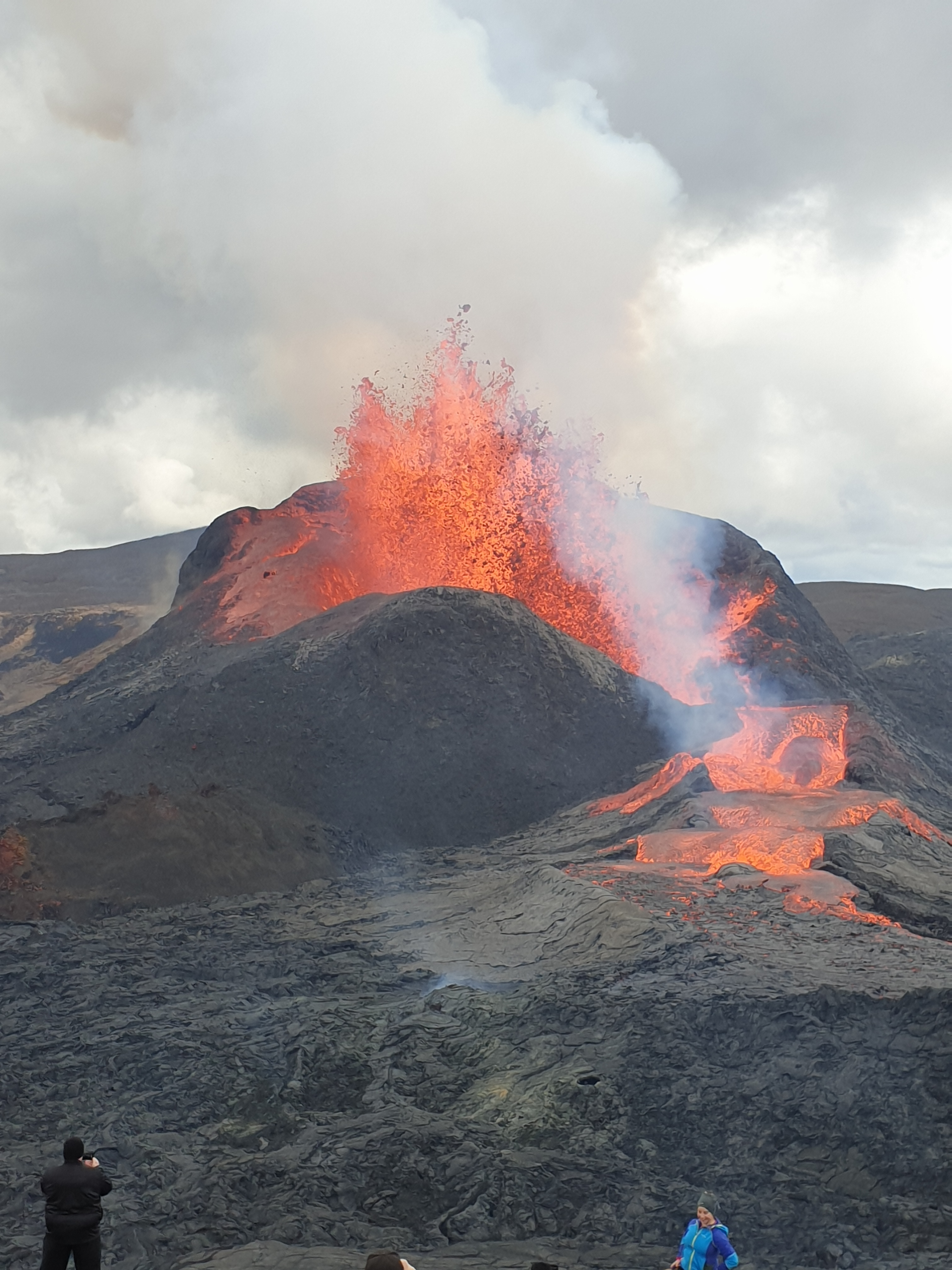
Krater am 24. Mai 2021

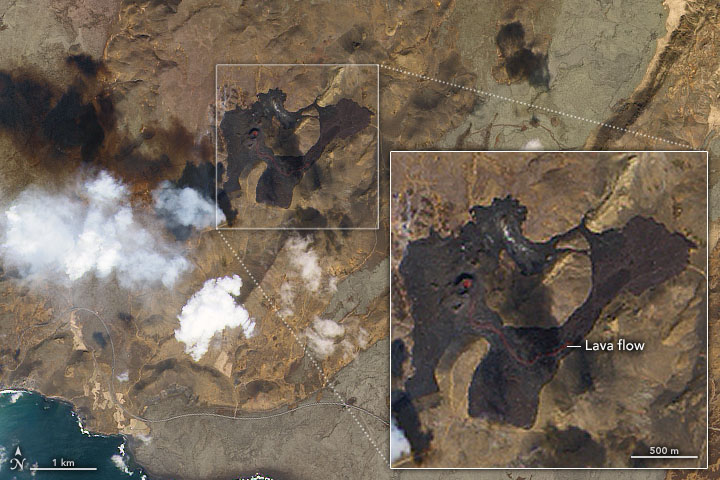
Lava am Fagradalsfjall, 9. Mai 2021

Am 5. April öffneten sich weitere Spalten nördlich der Geldingadalir. Die Lava aus den Spalten bildete einen mehrere hundert Meter langen Lavafluss nach Süd-Osten durch ein steiles Trockental abwärts und breitet sich zu den Meradalir hin aus. Die Mikrobebentätigkeit stieg nach diesem Ausbruch leicht an. Obwohl sich der Lavaausfluss an der ersten Ausbruchsstelle nach dem zweiten Ausbruch deutlich verringerte, verdoppelte sich der Lavaausfluss insgesamt aus beiden Eruptionsstellen zusammen auf fast 10 m³/s.
Das gesamte Eruptionsgebiet wurde bei Beginn des zweiten Ausbruchs geräumt und weiträumig abgesperrt. Die Befürchtung war, dass sich noch mehr Spalten ohne Vorwarnung öffnen und Besucher eventuell zwischen Lavaströmen eingeschlossen werden, und zum anderen, dass die Meradalir deutlich wasserreicher sind und bei Kontakt der Lava mit Wasser Dampfexplosionen auftreten können.
Am 7. April 2021 öffnete sich zwischen der ersten und der zweiten Ausbruchsstelle eine dritte Spalte in einer Reihe mit den anderen. Dort ausfließende Lava floss in die Geldingadalir. Am 10. April öffnete sich zwischen der zweiten und der dritten Spalte eine vierte Spalte. Insgesamt 10 Personen litten seit Beginn der Eruptionen unter Vergiftungssymptomen, nachdem sie vulkanischen Gasen ausgesetzt waren. Am 14. April waren insgesamt acht Spalten aktiv. Drei Tage später öffnete sich eine weitere kleine Spalte. Allerdings schienen nicht mehr alle Eruptionsspalten aktiv zu sein, wahrscheinlich waren es insgesamt nur noch sieben.
Am 19. April 2021 äußerten Schafzüchter aus der Nähe des Vulkans ihre Befürchtung, dass die Ausgasungen des Vulkans die Weiden so stark mit Fluor kontaminieren könnten, dass eine Schafzucht problematisch würde.
Am 27. April 2021 wuchs der Lavaausstoß an einem der Schlote an. Dabei entstanden Fontänen in Höhe von über 50 Metern, wie Þorvaldur Þórðarson mitteilte. Bis dahin erreichten die Magmafontänen nur ca. 15 m Höhe. Anfang Mai wurde von Fontänen mit einer Höhe von bis zu 300 m berichtet. Die Menge der insgesamt aus allen Schloten und Spalten ausgeworfenen Lava hatte sich nicht signifikant verändert.
Nachdem einige Zeit nur noch Krater 5 Lava ausgestoßen hat, wurde am 8. Mai auch wieder der erste Krater kurzzeitig aktiv. Weiterhin war nur Krater 5 intermittierend geysirähnlich aktiv. Am 10. Mai 2021 bedeckte das Lavafeld eine Fläche von 1,78 km², es waren 30,7 Millionen m³ Lava ausgetreten und der Lavastrom war leicht auf 12,9 m³/s angestiegen. Am 24. Mai 2021 sagte Þorvaldur Þórðarson, dass sich aus dem jetzigen Ausbruch sehr wahrscheinlich ein Schildvulkan entwickeln wird. Es seien dafür gewisse Voraussetzungen eingetreten wie z. B. die Bildung von großen Lavateichen, die durch ihr Wärmespeichervermögen und Isoliervermögen den Förderschlot des Vulkans schützen und so eine lang anhaltende Eruption ermöglichen könnten. Wie durch die Auswertung von am 18. Mai 2021 erstellten Luftbildern festgestellt wurde, waren neben dem von Lava überfluteten Gelände weitere 31 Hektar Vegetationsfläche verbrannt, als das Wetter trockener wurde. Seitdem gab es weitere Brände.
Eine ursprünglich namenlose Erhebung, die nach Entstehung des Kraters 5 umgangssprachlich als Gónhóll („Glotzhügel“) bezeichnet wurde, wurde am 4. Juni 2021 vollständig von Lava eingeschlossen. Dort war bis dahin die beste Sicht auf den aktiven Krater. Wo im Juni die Lava aus den Geldingadalir nach Osten floss, war schon seit Ende Mai der Zugang gesperrt. Seit dem 13. Juni 2021 floss die Lava direkt aus den südlichen Geldingadalir in das Tal Nátthagi und machte damit einen weiteren Fußweg unpassierbar.
Am 27. Juni 2021 veröffentlichte der Ríkisútvarpið einige Infrarotaufnahmen des Erdbeobachtungssatelliten Sentinel-2 von dem Lavafeld. Darin war zu erkennen, dass weite Bereiche des Lavafeldes unter einer erstarrten Kruste immer noch flüssig waren; es hatten sich Kanäle ausgebildet, in denen die Lava, temperaturisoliert durch eine dünne erstarrte Kruste, sehr weit fließen konnte.

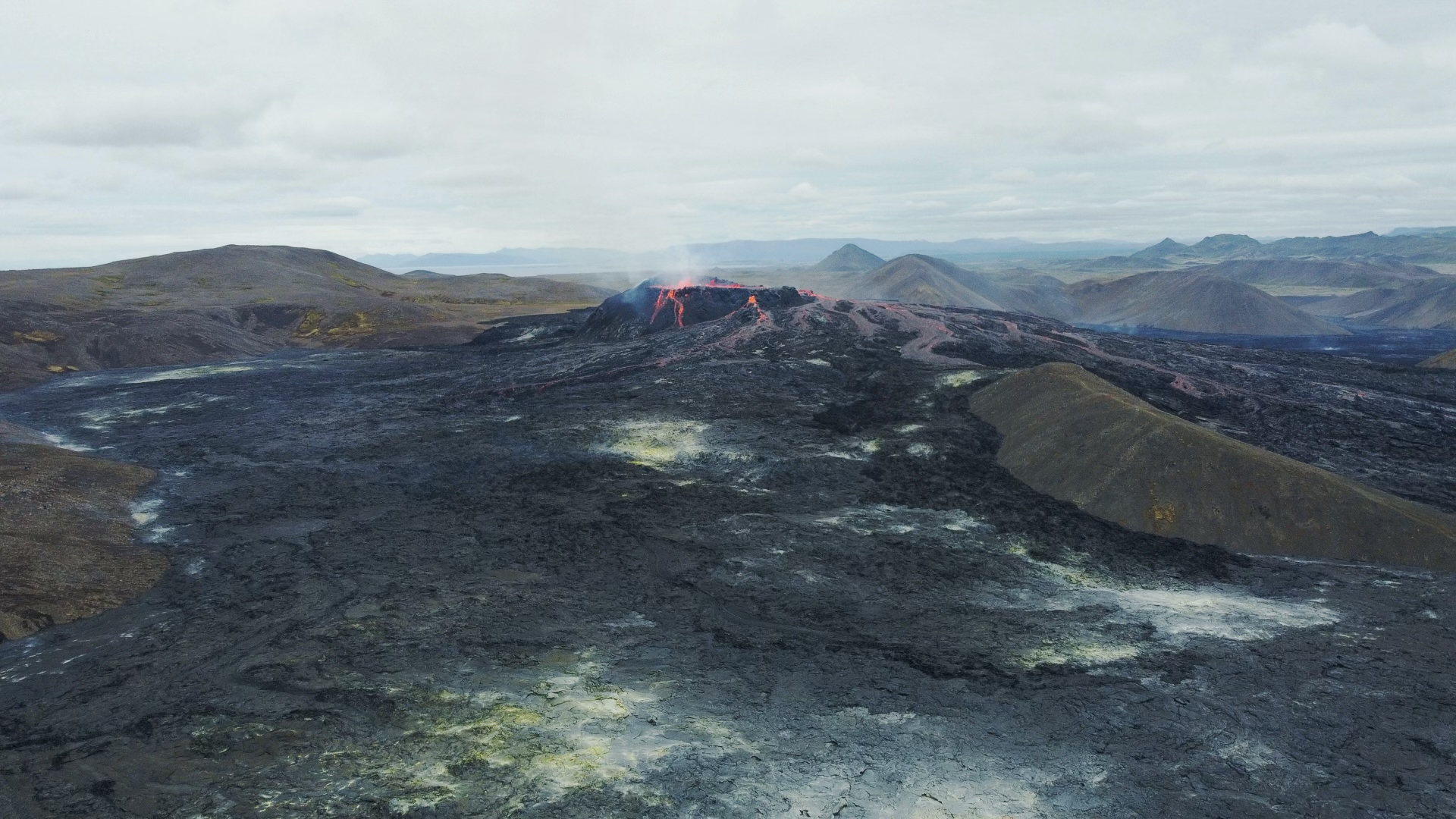
Lavafeld am 21. August 2021

Zu einer vorübergehenden Verringerung der vulkanischen Aktivitäten kam es am 28. Juni 2021. Vermutlich war ein großer Teil des Kraterrandes abgebrochen und in den Schlot gestürzt und behinderte so den Austritt von Lava und damit auch deren Entgasung. Direkt beobachtet worden war der Einsturz aber nicht, weil das Gebiet von lang anhaltendem dichten Nebel überzogen war. Später stabilisierte sich die vulkanische Aktivität wieder; der Lavaausfluss war weiterhin auf im Wesentlichen unverändertem Niveau. Seit dem 21. August 2021 floss Lava erneut in das Tal Nátthagi. In der Zeit davor strömte die Lava in nordöstliche Richtung in die Meradalir.
Seit Donnerstag, dem 2. September 2021 kam kein Lavafluss mehr aus dem Krater. Der Vulkan war deutlich inaktiver aber dem Krater entströmte noch sehr viel Gas, und im Dunkeln konnte ein rotes Glühen wahrgenommen werden. Þorvaldur Þórðarson, Vulkanologe an der Universität von Island, schloss daraus, dass immer noch Magma nachströme, entgase und tief im Krater vorhanden sei, aber durch irgendetwas am Austritt gehindert werde. Das könnte letztlich den Ausbruch beenden. Der dahinterstehende Mechanismus sei aber nicht bekannt.
Am Samstag, dem 11. September 2021 war ab 18:00 Uhr erneut Aktivität zu beobachten. Lava quoll im Krater empor, trat an dessen Basis durch Spalten aus, und floss auf ein Lavafeld. Dort ergoss sich die Lava durch Lavaröhren in das Tal Geldingadalur. Dort endeten die Röhren am Grunde eines Lavateiches, der sich dort gebildet hatte, die Lava quoll hervor und wegen weiterer Entgasung bildeten sich dort kleine Fontänen. Es handelt sich also nicht um „neue“ Ausbruchsstellen.
Ab dem 18. September 2021 kam die Aktivität zum Erliegen, auch der Tremor ließ stark nach. Dafür begann dann am 27. September 2021 wieder ein Erdbebenschwarm südlich bzw. südwestlich des Keilir. Es war nicht klar, ob sich dort ein neuer Ausbruch anbahnt, der Grund könnten auch Spannungszustände aus anderen Ursachen sein. Vorsorglich wurde am 1. Oktober 2021 davor gewarnt, das Gelände zu betreten. Falls es dort zu einem Ausbruch kommt, dürfte er ähnlich wie der Fagradalsfjall-Ausbruch ablaufen, allerdings könnte er nach Modellrechnungen die zehnfache Menge an Lava ausstoßen. Die Ausbruchsstelle wäre dort wesentlich näher am Ursprung des Magmas. Die Erdbeben könnten auch der Grund für verstärkten Dampf aus dem bekannten geothermalen Feld beim Keilir sein, berichtete das Icelandic Meteorological Office. Auch zwei Wochen nachdem keine frische Lava mehr aus dem Krater am Fagradalsfjall geflossen war, konnten gelegentlich immer noch Lavaflüsse beobachtet werden. Diese resultierten aus einer Umlagerung von Lava in den Lavateichen rund um den Vulkan. So war aus dem nördlichen Geldingadalur Lava in das südliche Geldingadalur und das Natthagi geflossen, wodurch sich das Gelände im Norden um 5–7 m absenkte. Der Fluss der Lavaumlagerungen betrug ca. 1 m³/s. Von Anfang bis zum Ende des Ausbruchs am 18. September flossen 150 Millionen Kubikmeter Lava aus und bedeckten 4,85 Quadratkilometer.
Am 18. Oktober 2021 wurde die Warnstufe von „Orange“ auf „Gelb“ gesenkt, nachdem seit 18. September keine neue Lavaförderung mehr erfolgte. Das Icelandic Meteorological Office konstatierte, dass das betroffene Vulkansystem sich in einem nicht-eruptiven Status befände. Am 18. Dezember 2021 war seit drei Monaten keine Lava mehr aus dem Vulkan ausgetreten, und der Ausbruch wurde für beendet erklärt.

### Nachfolgende Erdbebenschwärme
Vom 21. Dezember 2021 bis zum 24. Dezember 2021 gab es erneut eine Erdbebenserie in der Gegend. Am 24. Dezember 2021 kurz nach 15 Uhr Ortszeit erschütterten zwei relativ heftige Erdbeben der Magnitude 4,7 und 3,5 die Halbinsel Reykjanes, und gegen 15:30 Uhr folgten dann weitere acht Erdbeben mit einer Magnitude von drei und höher. Insgesamt wurden seit Mitternacht über zweitausend Erdbeben festgestellt. Die Herdtiefe war dabei mit teilweise 3,3 km deutlich geringer als bei den vorhergehenden. Eruptionen waren aber nicht zu beobachten. Nach Bjarki Kaldalón Friis vom isländischen Wetteramt war dieser Erdbebenschwarm demjenigen, der der Eruption im selben Gebiet im März vorausging, nicht unähnlich. Es wurde aber vermutet, dass aufgrund des mittlerweile zerrütteten Untergrundes die Ereignisse diesmal möglicherweise etwas schneller ablaufen könnten. Am 25. Dezember 2021 wurde zwischen 10:00 Uhr und 10:30 Uhr Ortszeit magmatischer Tremor gemessen, der aber wieder abklang. Von Mitternacht bis Mittag wurden ca. 2000 Erdbeben gemessen, es kam aber zu keinem Vulkanausbruch.

### Schutzmaßnahmen und Experimente
Am 15. März 2021 wurde gemeldet, dass der isländische Zivilschutz eine Erfassung von geeigneten Baumaschinen vornahm und Pläne zum Schutz von Siedlungen und Infrastruktur anfertigte. Die Küstenstraße Suðurstrandarvegur kann aber nicht geschützt werden. Eine Unterbrechung wäre sehr lästig und problematisch. Obwohl eine Straße verhältnismäßig einfach zu reparieren ist, kann dies während eines Lavaflusses nicht durchgeführt werden. Überlegungen und Planungen für einen Lavaschutz der Infrastruktur auf der Reykjanes-Halbinsel gab es schon länger. So hatte die Arbeit einer Planungsgruppe schon am 10. März 2021, also vor dem Ausbruch am Fagradalsfjall, begonnen. Städte, Kraftwerke, Warm- und Kaltwasserleitungen sowie Hochspannungsleitungen sollen vor den in den kommenden Jahren, Jahrzehnten und Jahrhunderten zu erwartenden Vulkanausbrüchen geschützt werden. Dabei kann auf die Erfahrungen aus anderen Vulkangebieten zurückgegriffen werden.
Die möglichen Schutzmaßnahmen beinhalten den Schutz von Siedlungen und Infrastruktur durch Umleiten von Lava mit Hilfe von Dämmen und Kanälen. Ferner könnte man vom europäischen Festland große Pumpen herbeischaffen, um wie bei der Eldfell-Eruption 1973 auf Heimaey die Spitzen von Lavaströmen mit großen Meerwassermengen zu kühlen und dadurch zu lenken. Da mit einer maximalen Fließgeschwindigkeit der Lava von 400 m/h gerechnet wurde, geht man von ausreichender Zeit dafür aus.
Am 14. Mai 2021 wurde am südöstlichen Ende eines Lavaflusses zur Senke Nátthagi ein Damm errichtet, um das Abfließen der Lava in diese Richtung zu verhindern. Durch das Tal hätte die Lava die Küstenstraße und eine Glasfaser-Leitung sehr schnell erreichen können. Man hoffte, die Lava werde stattdessen weiter in die Meradalir abfließen. Diese bilden mit damit verbundenen Flächen ein weites Becken, in dem sich Lava eine Zeitlang ansammeln kann, bevor sie dann auf Umwegen die Küstenstraße und das Meer erreicht. So wäre Zeit gewonnen. Dieser Damm war ein Experiment, um in zukünftigen kritischeren Fällen aus der Erfahrung richtig reagieren zu können. So wurde versuchsweise in 70 bis 100 cm Tiefe eine Glasfaserleitung in dem Damm verlegt, die auch nach einwöchiger Überflutung durch 4 m hohe Lava immer noch funktionsfähig blieb. Aus dieser Erfahrung wurden vorsorglich Leerrohre für Glasfaserkabel entlang der Küstenstraße verlegt, um dem Lavastrom zuvorkommen zu können. Mit 1 m wurden sie doppelt so tief wie üblich verlegt; sie sollen einer Temperatur von 190 °C standhalten.
Am 22. Mai 2021 überfloss die Lava den östlichen der beiden Schutzdämme, der noch nicht fertiggestellt war, und bewegte sich in das Tal Nátthagi hinein. Der Abstand bis zur Küstenstraße war noch ca. 2,5 km. Der Polizeichef von Suðurnes und der Vorsitzende des Zivilschutzes erwarteten, dass sich die Lava nach dem steilen Abfall auf dem flachen Talboden stark verlangsamt und es einige Zeit dauert, bis der Talboden ausgefüllt ist, und die Lava weiterfließt.
Ab dem 5. Juni floss die Lava dann auch über den westlichen Deich und in das Tal Nátthagi ab. Da sie nun über zwei Ströme gespeist wurde, wurde eine schnellere Füllung erwartet. Insgesamt hatten die beiden Dämme den Lavafluss in Richtung Nátthagi deutlich verzögert und verlangsamt. Ab dem 15. Juni 2021 wurde damit begonnen, am Ausgang des Tales einen Wall aufzuschütten, um die Lava davon abzuhalten, in das Tal Nátthagakriki abzufließen und stattdessen weiterhin in das Tal Nátthagi zu fließen. Von Nátthagakriki kann Lava in jede Richtung fließen und so z. B. das Geothermiekraftwerk bei Bláa Lónið gefährden. Am 25. Juni 2021 wurde angekündigt, auch am südlichen Ende des Tals Nátthagi einen Sperrdamm von drei bis fünf Metern Höhe aufzuschütten, der den Lavastrom verzögern soll, um die Küstenstraße zu schützen. Am 30. Juni 2021 wurde von der Zerstörung einer Glasfaserleitung durch Lava berichtet, die zu einem Ausfall der Mobilfunkverbindungen um die Ausbruchsstelle und an den Wanderwegen dorthin führte. Am Sperrdamm am südlichen Ende des Tals Nátthagi wurden Messvorrichtungen installiert, die bei Überflutung durch Lava Druck und Temperatur im Boden messen und so Entscheidungshilfen für zukünftige Glasfaserleitungen liefern werden. Danach änderten aber die Lavaflüsse des Vulkans ihre Hauptrichtung, so dass bis mindestens zum 19. August 2021 keine größeren Lavamengen mehr ins Tal Nátthagi flossen, und der Lavastrom viele Meter vor dem Damm endete. Dessen ungeachtet beteiligte sich der isländische Übertragungsnetzbetreiber Landsnet an einem deutlich größeren Projekt, bei dem hinter dem Damm in einem Graben Messinstrumente und Rohre vergraben wurden. Diese Arbeiten waren am 19. August 2021 fast abgeschlossen. Man erwartet in Zukunft das Überströmen des Dammes und der Gräben und hofft sich damit Aufschlüsse über das Verhalten von Grabenverfüllmaterial, dessen Verdichtung und Infrastruktureinrichtungen beim Überströmen durch Lava.

### Weitere Forschungsergebnisse
Laut einem Papier der EGU enthielt die Eruption von 2021 zwei Sorten von basaltischem Magma, die sich nicht komplett vermischten. Das zeigte sich daran, dass sich die Laven während des Ausbruchs deutlich in Details unterschieden. Die zu Anfang der Eruption im März ausgestoßenen Laven ähnelten sehr stark denen, die früher im Bereich der Reykjanes-Halbinsel ausgeflossen waren. Die Detailzusammensetzung änderte sich aber: die Verhältnisse K2O/TiO2, La/Sm, 87Sr/86Sr, 143Nd/144Nd und 206Pb/204Pb reicherten sich an, und Anfang Mai 2021 hatte die Lava eine Zusammensetzung, die man auf der Reykjanes-Halbinsel nur in kleinen angereicherten Einschlüssen innerhalb der normalen Lava findet. Bis zum Ende des Ausbruchs pendelte die Zusammensetzung dann in diesem Bereich zwischen den wenig angereicherten und stärker angereicherten Werten hin und her, erreichte aber nicht die Eckwerte vom Anfang der Eruption. Die Variation der Zusammensetzung der Lava war dabei deutlich größer als die früherer Lavaeruptionen auf der Reykjanes-Halbinsel. Das wurde als die Vermischung von Basalten aus zwei unterschiedlichen Quellen mit unterschiedlichen Zusammensetzungen interpretiert, wobei aber noch Fragen bezüglich des Vermischungsvorganges und des Magmensystems im Grenzbereich Kruste zu Erdmantel offen bleiben und weiterer Forschung bedürfen. Im Gegensatz dazu variiert das Sauerstoffisotopenverhältnis zwischen 18O und 16O in der zu Glas abgeschreckten Lava nur wenig und liegt unter dem von für mittelozeanischen Spreizungszonen typischen Basalten. Das Sauerstoffisotopenverhältnis des Olivinanteils variiert von typischen Mantelperidotit-Werten bis zu deutlich niedrigeren, wobei die niedrigeren Werte denen der Restschmelze entsprechen. Nimmt man eine Quelle des Magmas an der Grenze zwischen Kruste und Mantel an, so deuten diese niedrigen Werte nicht auf eine Verschmischung durch Krustenmaterial hin, sondern machen eine Herkunft aus dem Mantel unter der Reykjanes-Halbinsel wahrscheinlich.

## Ausbruch 2022
Die Schwarmbebenaktivität auf der Reykjanes-Halbinsel blieb seit Ende des Jahres 2021 hoch. Am 13. April 2022 traten erneut viele Schwarmbeben auf. Ein weiterer Bebenschwerpunkt zeigte sich am äußersten Westende der Halbinsel, was einen möglichen Unterwasserausbruch anzeigte. Am 5. Mai 2022 waren ca. 5400 Erdbeben für 2022 gezählt worden. Das Isländische Meteorologische Büro beobachtete eine Ansammlung von Magma in ca. 16 km Tiefe unter der Reykjanes-Halbinsel. Am 12. Mai 2022 begann ein neues Schwarmbeben, das zu den bisher stärksten in Island im Jahr 2022 zählte. Am 14. Mai 2022 ereignete sich in der Region Þrengslin ein Erdbeben der Stärke 4,7 auf der Richterskala. Am 30. Juli 2022 startete ein erneuter schwerer Erdbebenschwarm, in dessen Verlauf die Herdtiefe von zunächst 8 km auf 2 km am 31. Juli 2022 anstieg. Weiter kam es dann ebenfalls am 31. Juli 2022 um 17:48 UTC zu einem Erdbeben der Magnitude 5,4 ca. 3,2 km östlich von Grindavík. Es wurde von Sachschäden berichtet, aber keine Lavaaustritte beobachtet. Nach dem Vulkanologen Þorvaldur Þórðarson wurden vom 30. Juli bis zum 31. Juli 3000 Erdbeben registriert. Er rechnete mit einem neuen, deutlich größeren Ausbruch, und dass möglicherweise beide Küstenstraßen, Keflavíkurveg und Suðurstrandaveg, mit Lava überflutet werden. Für den Flugverkehr wurde ein gelber Alarm gegeben. Der Erdbebenschwarm dauerte bis zum 3. August 2022 an, dann erfolgte ein erneuter Ausbruch.

### Ablauf

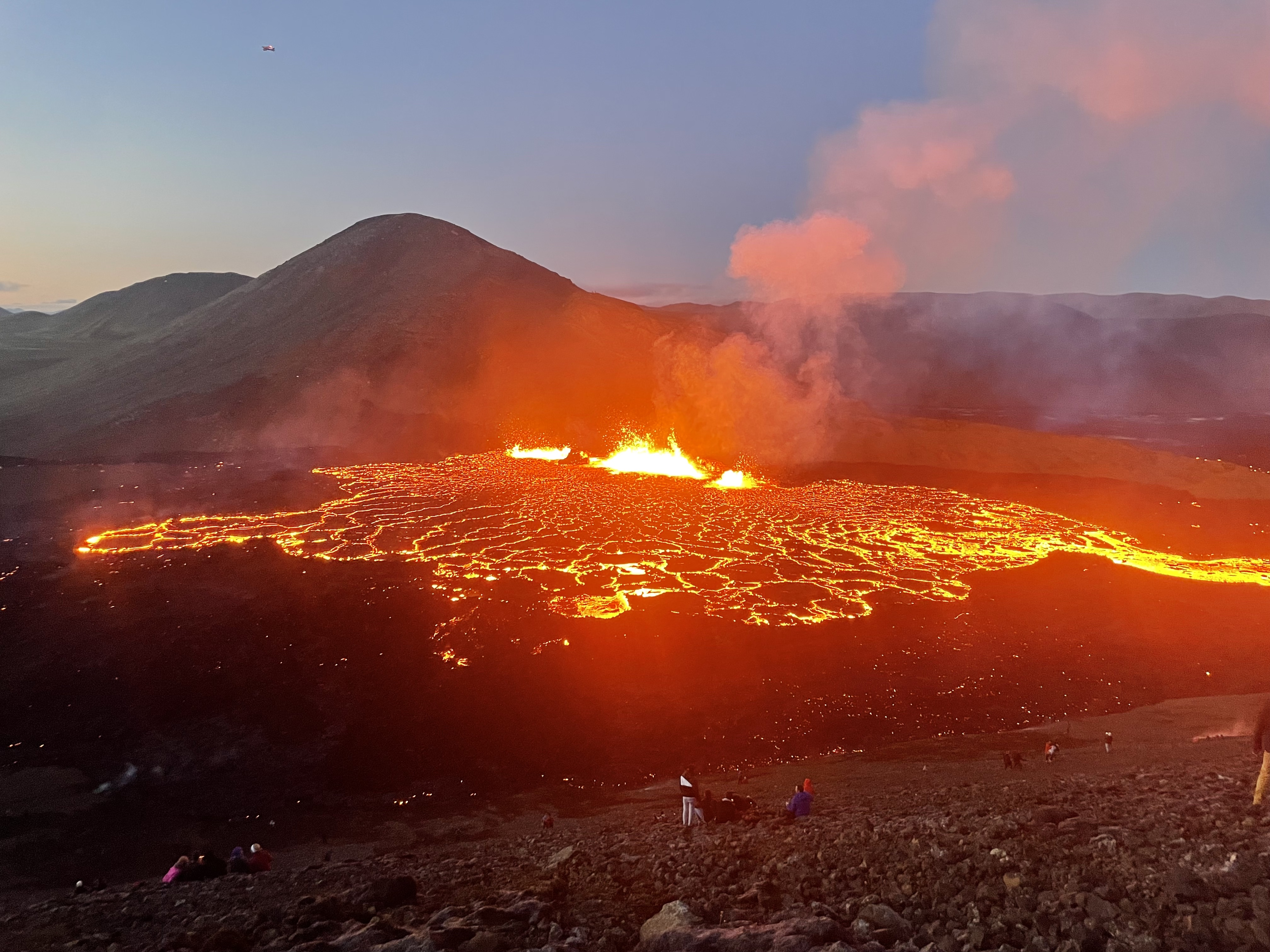
Meradalir am 4. August 2022

Am 3. August 2022 um 13:18 Ortszeit brach in einem Tal in den westlichen Meradalir ca. 1,5 km nördlich des Bergs Stóri-Hrútur eine neue Spalte auf. Diese war mehrere hundert Meter lang, und der Lavaausfluss wurde auf ca. das Zehnfache des Lavaausflusses des Ausbruches von 2021 geschätzt. Entsprechend wurde auch mit höheren Gasemissionen gerechnet, die Besucher und Anwohner abhängig von der jeweiligen Wetterlage gefährden konnten. Páll Einarsson, ein Geophysiker, berichtet, dass der Ausbruch an der günstigsten Stelle stattfand, weil die dortigen abflusslosen Täler die Lava wochenlang aufhalten können, bevor sie überlaufen und die Straßen bedrohen. Der Ausbruch konnte schon im Vorfeld durch moderne Überwachungsverfahren gut beobachtet und eingeschätzt werden.
Nach Aussagen des Vulkanologen Þorvaldur Þórðarson hat sich am zweiten Tag der Eruption die Aktivität der Spalte auf weniger als 200 m konzentriert, aber der Ausfluss der Lava blieb mit geschätzten 15–30 m³/s relativ konstant. Eine Satelliten-Radarinterferometrie-Aufnahme vom 4. August 2022 zeigte nicht nur eine deutliche Bodenanhebung unter der Fagradalsfjall Ausbruchsstelle, sondern ebenfalls eine solche östlich der Ortschaft Grindavík. Es wurde vermutet, dass das starke Erdbeben mit einer Magnitude von 5,5 aus dem Erdbebenschwarm vor dem Ausbruch die Ursache dieser Hebung war, und keine Lavaintrusion. Da man sich aber sicher sein möchte, sollen zusätzliche Messgeräte installiert werden, um diesen Vorgang zu beobachten.
Bis zum 11. August 2022 blieb die Aktivität der Spalte stabil. Augenzeugen berichteten von ca. 50 m hohen Lavafontänen, und einzelnen Auswürfen bis in 100 m Höhe. Die Lavaströme füllten das Tal um die Ausbruchsstelle herum an, aber ein langer Strom floss nach Osten in die Meradalir. Am 13. August 2022 wurde berichtet, dass sich die isländische Straßenverwaltung Gedanken macht, was zu tun sei, falls die Lava die südliche Küstenstraße der Reykjanesskagi-Halbinsel, den „Suðurstrandarvegur“, überflutet. Sollten die Meradalir-Täler überlaufen, sind es bis zur Küstenstraße noch ca. 4 km. Die Verwaltung sieht sich allerdings besser aufgestellt als letztes Jahr, als die Lava erst deutlich dichter an der Straße stoppte. Þorvaldur Þórðarson hatte dieses Szenario schon am 10. August 2022 angedeutet. Diese Annahmen gingen aber davon aus, dass der Lavaausfluss sich seit den Anfangstagen nicht verändert hat. Dem steht aber eine Angabe des Instituts für Geowissenschaften der Universität Islands vom 15. August 2022 entgegen, dass deren Messungen per Aufklärungsflug vom 13. und 15. August 2022 ergeben haben, dass der Lavafluss auf ca. 4 m³/s abgenommen hat.
In einer ersten Analyse der Lava des Ausbruchs von August 2022 wurde festgestellt, dass die Lava in etwa der Lava zum Ende des Ausbruchs 2021 entspricht. Es wurde eine Temperatur des Magmas von 1190–1200 °C und eine Herkunft der Lava aus der oberen Erdkruste durch Geothermobarometrie errechnet. Das steht im Einklang mit der Theorie, dass ein Magmenzufluss aus dem Mantel die Erdbeben, die Aufwölbung und nachfolgend die Eruption verursachte.
Bis zum 19. August 2022 verlor die Eruption deutlich an Stärke. Hochspritzende Lava wurde nur noch selten gesehen, und es fanden keine oberflächlich sichtbaren Lavaabflüsse mehr statt. Parallel dazu ließ der vulkanische Tremor nach und die Gefahr, dass Lava das Tal verlassen würde, sank. Das Institut für Geowissenschaften der Universität Islands erwähnte am 19. August 2022, dass die Lava des Ausbruchs 2022 sich unter anderem über den Lavafeldern des Ausbruchs von 2021 abgelagert hat. Da deren Lava aber noch teilflüssig war, reagierte sie plastisch und wurde durch die aufliegende frische Lava zur Seite gedrängt, und die alten Lavafelder steigen dadurch an ihrem Rand um teilweise mehrere Meter an.
Der Lavafluss endete am 21. August 2022. Am 6. September 2022 war seit über zwei Wochen keine Aktivität im Krater mehr zu beobachten. Vermutlich leitete eine Blockierung des Magmakanals das Ende des Ausbruchs ein. Untersuchungen der ausgeflossenen Lava zeigten, dass die in den ersten Tagen des Ausbruchs von 2022 ausgeflossene Lava alte Lava aus der Zeit des Ausbruchs von 2021 war. Erst ab dem achten Tag des Ausbruchs kam Material von einem tieferen, originaleren Ursprung an der Grenze Kruste zu Erdmantel aus 15–20 km Tiefe mit einer Temperatur von 1200 Grad. Insgesamt lieferte der Ausbruch ca. 8 % der Menge an vulkanischem Material des Ausbruchs von 2021. Da der Ausbruch in einem abflusslosen Tal stattfand, lagerte sich die Lava im Wesentlichen in diesem Tal ab, mit einer Tiefe des Lavateiches von ca. 25–28 m unter einer 2 m dicken erstarrten Kruste. Modellrechnungen ergaben, das es zwei bis zehn Jahre dauern könnte, bis der Lavateich komplett erstarrt ist. Der Vulkanologe Þorvalður nahm, dass der Ausbruch vorbei war, aber dass weitere Ausbrüche folgen könnten. Wann dieses passiert, könne er aber schlecht einschätzen. Die vorhandene Magmamenge schätzt er als groß ein, aber die Kraft zum Durchdringen der Erdkruste sei klein. Allerdings sei im Zusammenhang mit Erdbeben, die aus der Plattenbewegung resultieren und die Aufstiegskanäle öffnen können, mit weiteren Ausbrüchen zu rechnen.

### Auswirkungen auf Flughäfen
Þorvaldur Lúðvík Sigurjónsson von der virtuellen isländischen Fluggesellschaft Niceair forderte, den Ausbau des Flughafens Akureyri als Ausweichmöglichkeit für den internationalen Flughafen Keflavík zu beschleunigen, da letzterer möglicherweise durch Lavaströme, die die Küstenstraßen überfluten, von Reykjavík abgeschnitten werden könnte. Der Ausbruch wirkte sich auch auf die Planungen für die seit Jahrzehnten diskutierte Verlegung des Inlandsflughafens Reykjavík aus dem Stadtgebiet aus. Die Wahrscheinlichkeit, dass ein neuer Flughafen im Lavafeld Hvassahraun zwischen Reykjavík und dem Flughafen Keflavík gebaut wird, hat sich laut dem isländischen Verkehrsminister Sigurður Ingi Jóhannsson verringert.

## Ausbruch 2023

### Vorgeschichte/Schwarmbeben-Ereignisse

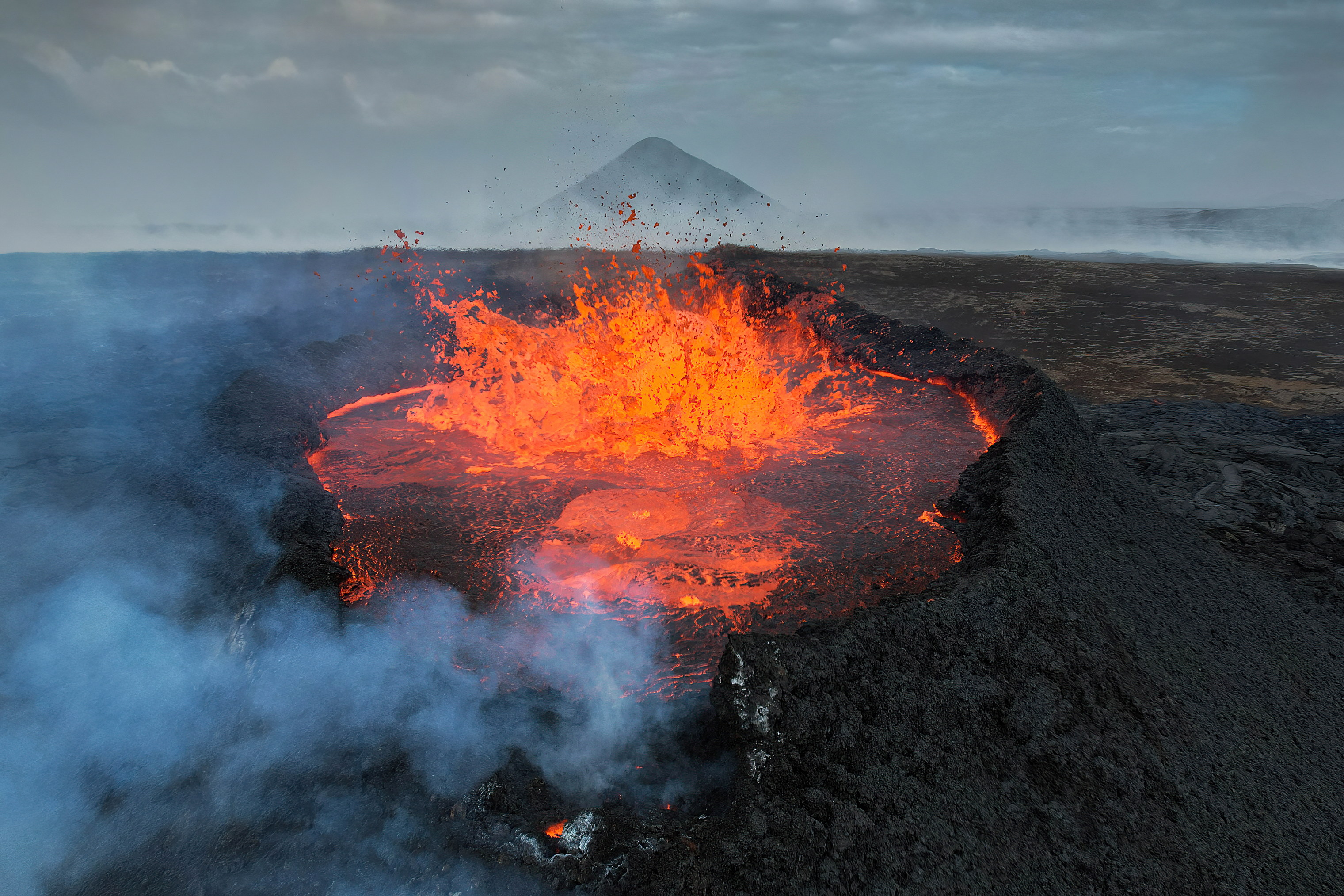
Nahaufnahme des Ausbruchs am 26. Juli 2023.

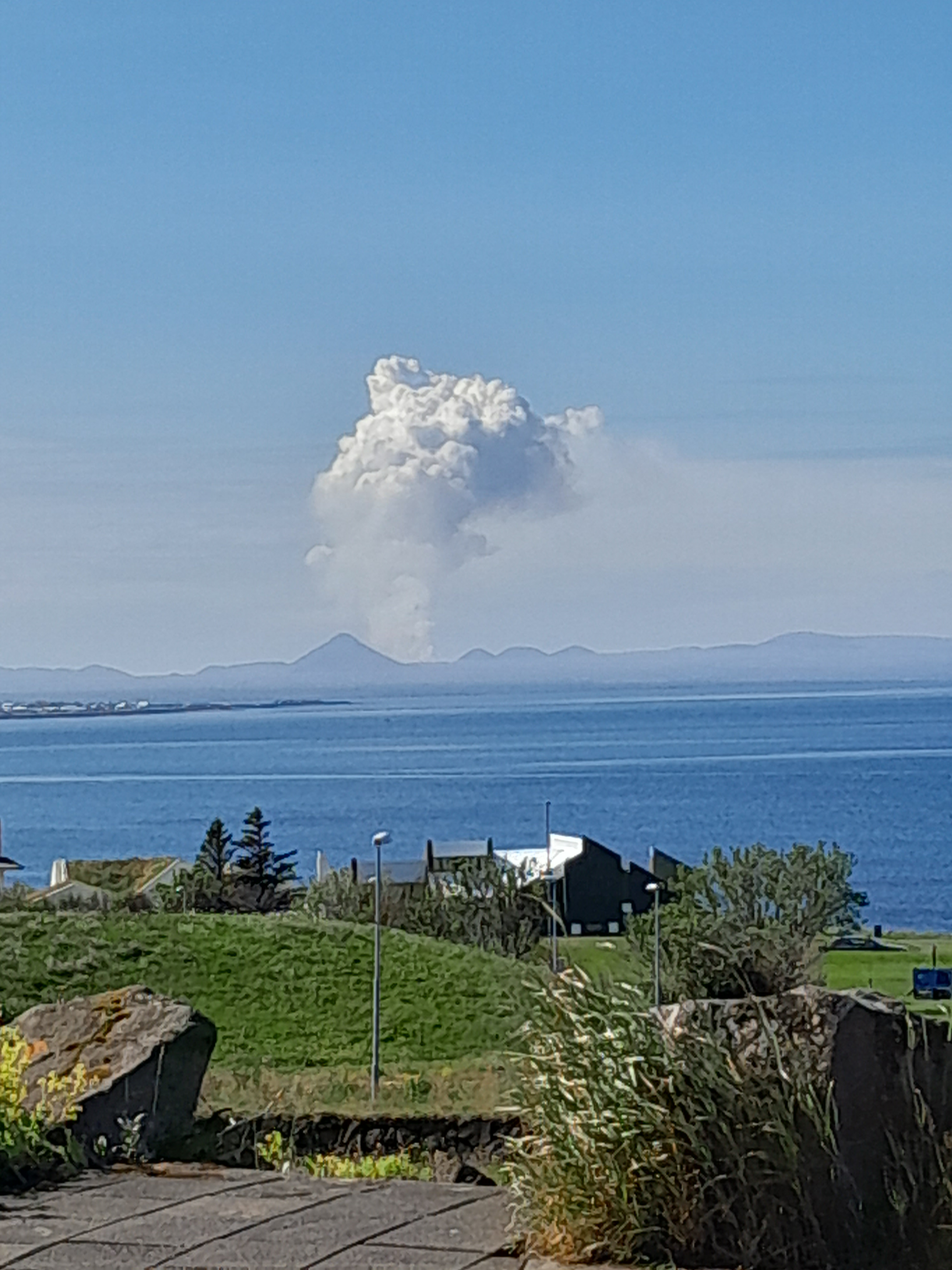
Eruption am 11. Juli 2023 gesehen von Seltjarnarnes

Die Erdbebenaktivität ging nach Ende der Ausbruchsphase 2022 stark zurück, aber ab Ende Februar 2023 traten erneut leichte Schwarmbeben in dieser Region auf.
Anfang Juli 2023 kam es in der Region um den Fagradalsfjall erneut zu einem ausgeprägten Schwarmbeben, verbunden mit Bodenhebungen, die auf eine hohe Ausbruchswahrscheinlichkeit binnen weniger Tage hindeuteten. Das Isländische Meteorologische Institut berichtete am 7. Juli, dass seit dem 4. Juli 7000 Erdbeben auf der Halbinsel Reykjanesskagi stattgefunden haben. Die meisten konzentrieren sich dabei auf den Bereich zwischen Fagradalsfjall und Keilir. 17 Erdbeben waren dabei stärker als 4 und 50 stärker als 3. Parallel dazu hebt sich das Gelände. Diese Aufwölbung hielt auch nach leichter Abnahme der Erdbebentätigkeit weiter an und wurde durch den Vergleich von Satelliten-Interferometrie- und GPS-Daten bestätigt. Nach Modellrechnungen wurde eine Magmenintrusion vermutet, die mittlerweile bis in 1 km Tiefe emporgestiegen war und eine 2,8 km lange Bruchzone zwischen Fagradalsfjall und Keilir verursacht hat. Diese Berechnungen ergeben auch, dass der Zustrom von Magma doppelt so groß war wie beim vorherigen Ausbruch im August 2022, aber die vorhandene Magmamenge der Menge dieses Ausbruches entsprach. Es gab ebenfalls einen Bereich mit einer erhöhten Anzahl von Erdbeben bei der Insel Eldey, südwestlich der Spitze der Reykjanesskagi-Halbinsel. Es wurde davon ausgegangen, dass die Aktivität dort mit der Aktivität des Systems bei Fagradalsfjall und Keilir zusammenhängt.

### Öffnung einer Spalte im Juli 2023
Am 10. Juli 2023 gegen 16:40 Ortszeit öffnete sich nordöstlich des Berges Litli-Hrútur eine ca. 200 m lange Spalte, aus der Lava austrat. Die Stelle liegt 2 bis 3 Kilometer nordöstlich der Ausbruchsstellen von 2021 und 2022. Die Spalte weitete sich zuerst auf 1,5 km Länge aus, aber dann konzentrierte sich der Ausbruch auf ein Zentrum von 50 × 100 m. Die Seismografenstation „FAF“ (Fagradalsfjall) musste verlegt werden, da die Lava direkt auf sie zufloss. Am 18. Juli 2023 hatte der Lavastrom der vorangegangenen vier Tagen nach Magnús Tumi Guðmundsson im Durchschnitt 13 m³/s Schüttung. Die 8,4 Millionen m³ Lava bedeckten nun 0,83 km² Fläche. Die Lava wanderte täglich 300–400 m in südwestliche Richtung vorwärts. Man befürchtete wieder, dass der Lavastrom die südliche Küstenstraße der Reykjaneshalbinsel erreicht. Die Täler, die als Auffangbecken hätten dienen können, sind durch die Ausbrüche von 2021 und 2022 schon gefüllt. Þorvaldur Þórðarson ging davon aus, dass dieser Zeitpunkt ungefähr Mitte August sein kann. Der Ausbruch werde voraussichtlich ähnlich dem Ausbruch im Geldingadalur im Jahr 2021 ablaufen und wahrscheinlich ähnlich lange dauern. Es habe sich ein Gleichgewicht aus zufließender und abfließender Lava eingestellt, und wenn nichts Unerwartetes passiere, das den Vulkanschlot verstopft, dann könnte das ganze Wochen und Monate, möglicherweise sogar Jahre so weitergehen.
Eine photogrammetrische Vermessung des Lavaflusses und andere Messverfahren ergaben am 23. Juli, dass sich der Lavaausfluss bei 8 m³/s zu stabilisieren scheint. Seit Beginn der Eruption waren 12,4 Millionen m³ Lava ausgetreten, die 1,15 km² bedecken. Der Hauptabfluss erfolgte in südwestliche Richtung, und überdeckte die Lava der Ausbrüche von 2022 und 2021.
Am 30. Juli 2023 gab das Forschungszentrum für Vulkanologie und Naturgefahren der Universität Island eine Mitteilung heraus, das die Eruption bei Litli-Hrútur in zwei Wochen enden könnte, geschätzt nach der Abnahme des Lavavolumenstromes verglichen mit vorherigen Eruptionen. Am 1. August 2023 wurde der verbleibende Lavaausfluss auf 3–4 m³/s geschätzt. Am 5. August 2023 wurde keine Aktivität mehr festgestellt.

### Analyse und weitere Forschungsergebnisse
Aus den Aufzeichnungen eines Pleiaden-Satelliten vom 20. August 2023, 15 Tage nach Ende der Eruption ergaben sich folgende Erkenntnisse: Die ausgeflossene Lava des Ausbruchs von 2023 hat ein Volumen von 15,5 Millionen m³ und bedeckt eine Fläche von 1,5 km². Die durchschnittliche Dicke des Lavafeldes beträgt 10 m, mit Spitzendicken von 20–30 m. Das Volumen der ausgestoßenen Lava war um ein Drittel größer als das der Eruption von 2022, aber betrug nur ein Zehntel des Volumens der Eruption von 2021. Das Gesamtvolumen aller drei Eruptionen wird auf 175–180 Millionen m³ geschätzt. Der Typ der ausgestoßenen Lava war sehr ähnlich der der Eruption von 2022, unterscheidet sich aber deutlich von der in der Eruption vom März 2021 ausgestoßenen Lava. Der Typ der Lava von 2022 und 2023 war von anderer Art, als jemals überhaupt vorher bei den Ausbrüchen auf der Reykjanes-Halbinsel gefunden wurden. Er hat dagegen eine Ähnlichkeit mit den Laven aus der Umgebung der Askja and Veiðivötn. Dieser eher schwache und sich weiter verringernde Lavaausfluss wird als ein sich allmählich entleerendes Lavareservoir gedeutet, das auch nicht von anderswoher aufgefüllt wird, wohingegen sich der Ausbruch von Anfang 2021 direkt aus dem Erdmantel speiste. Die Stärke dieser Eruption von Anfang 2021 nahm auch mit der Zeit zu.
Die Eruption von 2021 führte zu einigen neuen Erkenntnissen, wie Vulkanologe Matthew Jackson und seine Kollegen schrieben, da wegen der günstigen Begleitumstände die Entwicklung der Lava von Anfang der Eruption an beobachtet werden konnte, was eher ungewöhnlich ist, da diese alten Lavabestände bei anderen Eruptionen entweder stark überdeckt oder zerstört werden und darum nur selten untersucht werden können. Die Lehrmeinung ging bisher bei diesem Ausbruchstyp davon aus, dass ein Magmareservoir über lange Zeit gefüllt wird und in welchem das Magma dann gut gemischt und homogen vorliegt, und die Magmakammer dann bei einem Ausbruch geleert wird, und sich daher die Zusammensetzung der Lava während des Ausbruchs nicht ändert – eine Situation, wie sie z. B. am Kīlauea beobachtet wird. Aber in der Fagradalsfjall-Eruption änderte sich die Zusammensetzung der Lava mit der Zeit tausendmal schneller, als am Kīlauea beobachtet wird. In wenigen Tagen wurde so eine Änderung durchlaufen, die am Kīlauea Jahrzehnte dauert. Der Bereich der Änderungen in der chemischen Zusammensetzung war in den ersten Monaten der Eruption so weit wie in den letzten 10.000 Jahren in Südwestisland. Nach den Interpretationen der Wissenschaftler deutet das auf unterschiedliche Sorten von Magma hin, die aus tieferen Mantelbereichen nacheinander in ein Magmareservoir gelangen. Für die ersten Wochen des Ausbruchs wurde das „gereifte“ Magma geliefert, das sich bildet, wenn Magma länger in einem Reservoir in 16 km Tiefe verbleibt. Aber im April kam dann frisches Magma von einer anderen Stelle des Mantels an die Oberfläche. „Frisch“ meint in diesem Zusammenhang, dass sich die chemische Zusammensetzung weniger durch das Lagern verändert hat, sondern mehr Magnesium und auch mehr CO2 enthalten ist, weil das Magma weniger Zeit zum Entgasen hatte. Im Mai hatte diese Sorte Magma das vorherige komplett ersetzt. Eine solche schnelle Änderung in der Lavazusammensetzung war bisher bei Vulkanen, die von einem Hotspot gespeist werden, noch nie beobachtet worden.

## Verlagerung der Aktivität
Nachdem es nach Beendigung des Ausbruchs vom Juli einige Erdbebenschwärme gegeben hatte und sich im Bereich des Fagradalsfjall-Gebietes eine leichte Magmaintrusion im Untergrund ereignete, setzte am 25. Oktober 2023 erneut ein starker Erdbebenschwarm mit maximalen Magnituden von 3,5 und 4,5 im Fagradalsfjall- und im Þorbjörn-Gebiet ein. Bis zum 28. Oktober wurden mehr als 7000 Erdbeben registriert. Am 28. Oktober 2023 wurde dann auch im Þorbjörn-Gebiet eine Bodenerhebung beobachtet, die auf eine Magmaintrusion im Untergrund hindeutet. Diese Erhebung befand sich in der Nähe der Blauen Lagune und Grindavík liegt 4 bis 5 km südlich. Auch 2020 und 2022 wurden in diesem Gebiet vergleichbare Erhebungen gemessen, aber die neue Erhebung verlief viel schneller als die vorherigen. So wurde nach der Auswertung von Messdaten festgestellt, dass sich im Þorbjörn-Gebiet der Boden in 48 Stunden vom 27. Oktober bis zum 29. Oktober 2023 um 3 cm hob. Die komplexe Gesamtlage mit zwei dicht zusammenliegenden Intrusionen und dem Auf und Ab der Erdbebenschwärme erschwerte eine Einschätzung der Situation.